# Slezská knížectví
Území historického Slezska bylo dlouhou dobu rozděleno na mnohá polonezávislá slezská knížectví, někdy se také používá označení vévodství. Toto dělení bylo zapříčiněno rozdělením Polska podle závěti Boleslava III. Křivoústého v roce 1138. Podle tohoto rozdělení mělo být Polsko rozděleno na 4–5 údělů a každý z těchto údělů připadl jednotlivým synům Boleslava. Slezsko podle této smlouvy potom připadlo Vladislavovi II. Vyhnanci a jeho potomci dále dělili Slezsko na další menší územní celky, až do roku 1675, kdy vymřeli všichni slezští Piastovci.

## Historie
Za vlády Jana Lucemburského a Karla IV. se tato knížectví stala vazaly Českého království. Vymíráním jednotlivých větví slezských Piastovců (1335 vratislavské, 1368 svídnické, 1492 olešnické, 1504 hlohovské, 1535 opolské, 1625 těšínské a 1675 břežsko-lehnické) připadala území přímo České koruně. V 15. století zároveň Polsko získalo zpět koupí Osvětimsko, Zátorsko a Seversko, která se pak přestala počítat mezi slezská území (v té době se také ustálilo rozdělení na Horní a Dolní Slezsko).
Český král Vladislav Jagellonský udělil svému bratrovi Janovi tzv. košickou dohodou Hlohovské knížectví a titul první kníže ve Slezsku. Po jeho nástupu na polský trůn získal Hlohovské knížectví jako léno od Vladislava jejich bratr Zikmund, který získal v prosinci 1501 také Opavské knížectví, vykoupené od Jánoše Korvína, a v září 1504 byl jmenován nejvyšším královským místodržitelem Slezska. Jiří z Poděbrad pro sebe a své potomky zakoupil Minstrberské knížectví. Potomci Jiřího z Poděbrad vládli do roku 1647 v Olešnicku. Od 15. století začali o Slezsko projevovat zájem braniborští Hohenzollerni, kteří roku 1482 získali Krosensko, poté i některá další území, jako například Krnovsko a Bohumínsko. V Ratibořsku vládli až do roku 1521 opavští Přemyslovci. 
Knížectví zůstala součástí zemí Koruny české až do roku 1742, kdy probíhaly slezské války a větší část Slezska byla zabrána Pruskem, které zdejší knížectví inkorporovalo do svého království (i když některá knížectví sehrála později jistou epizodní roli). V letech 1800–1839 vládla v Zaháňsku ve Slezsku vévodkyně Kateřina Vilemína Zaháňská, která byla předobrazem pro paní kněžnu z Babičky Boženy Němcové.
Těšínské knížectví bylo až do 17. století pod vládou Piastovců, poté se stalo mezi lety 1653–1722 bezprostředním knížectvím, dokud ho Karel VI. neudělil lénem lotrinské dynastii. Knížectví se však znovu dostalo do habsburských (respektive habsbursko-lotrinských) rukou smrtí císaře Františka Štěpána roku 1765. Knížectví zaniklo v roce 1918 vznikem Československé republiky. Posledním těšínským knížetem byl Bedřich Rakousko-Těšínský.

## Seznam slezských knížectví
| - Bernštatské knížectví (Księstwo bierutowskie, Herzogtum Bernstadt) - Břežské knížectví (Księstwo Brzeskie, Herzogtum Brieg) - Hlivické knížectví (Herzogtum Gleiwitz) - Hlohovské knížectví (Księstwo Głogówskie, Herzogtum Glogau) - Chojnovské knížectví (Księstwo Chojnówskie, Herzogtum Haynau) – existovalo v letech 1399–1453 - Javorské knížectví (Księstwo Jaworskie, Herzogtum Jauer) - Krosenské knížectví (Księstwo Krosenskie, Herzogtum Crossen) - Lehnické knížectví (Księstwo Legnickie, Herzogtum Liegnitz) - Lemberské knížectví (Księstwo Lwóweckie, Herzogtum Löwenberg) - Lubínské knížectví (Księstwo Lubinskie, Herzogtum Lüben) – existovalo v letech 1348–1453 - Minstrberské knížectví (Księstwo Ziębickie, Herzogtum Münsterberg) - Niské knížectví (Księstwo Nyskie, Fürstentum Neisse či Herzogtum Neisse) – existovalo v letech 1290–1368 - Nisko-grotkovské knížectví (Księstwo Nysko-grodkówskie, Fürstentum Neisse und Herzogtum Grottkau či Herzogtum Neisse-Grottkau) – též nazývané Niské knížectví a Grotkovské vévodství, existovalo v letech 1368–1810 - Olavské knížectví (Księstwo Oławskie, Herzogtum Ohlau) - Olešnické knížectví (Księstwo Oleśnickie, Herzogtum Oels) - Stínavské knížectví (Księstwo ścinawskie, Herzogtum Steinau) - Svídnické knížectví (Księstwo Świdnickie, Herzogtum Schweidnitz) - Svídnicko-javorské knížectví (Księstwo Świdnicko-jaworskie, Herzogtum Schweidnitz-Jauer) – existovalo v letech 1290–1312 - Šprotavské knížectví (Księstwo Szprotawskie, Herzogtum Sprottau) – existovalo v letech 1251–1397 - Volovské knížectví (Księstwo Wołowskie, Herzogtum Wohlau) - Vratislavské knížectví (Księstwo Wrocławskie, Herzogtum Breslau) - Zaháňské knížectví (Księstwo Żagańskie, Herzogtum Sagan) - Opavské knížectví (Księstwo Opawskie, Herzogtum Troppau, Ducatus Oppaviensis) – existovalo v letech 1269–1337 a 1377–1918 - Krnovské knížectví (Księstwo Karniowskie, Herzogtum Jägerndorf, Ducatus Carnovia) – existovalo v letech 1437–1474, 1523–1552 a 1613–1622 - Bruntálské knížectví (Księstwo Bruntalskie, Herzogtum Freudenthal) – existovalo v letech 1377–1424, 1437–1452 a 1682–1684 |  | - Bílské knížectví (Księstwo Bielskie, Herzogtum Bielitz) – existovalo v letech 1572–1849 - Bytomské knížectví (Księstwo Bytomskie, Herzogtum Beuthen) - Falkenberské knížectví (Księstwo Niemodlińskie, Herzogtum Falkenberg) - Falkenbersko-střelecké knížectví (Księstwo Niemodlińsko-strzeleckie, Herzogtum Falkenberg-Strehlitz) – existovalo v letech 1382–1460 - Grotkovské knížectví (Księstwo Grodkówskie, Herzogtum Grottkau) – de facto součást Nisko-grotkovského knížectví - Hlubčické knížectví (Księstwo Głubczyckie, Herzogtum Leobschütz) - Hlohovsko-prudnícké knížectví (Herzogtum Klein Glogau und Prudnik) - Kozelské knížectví (Księstwo Kozielskie, Herzogtum Cosel) - Kozelsko-bytomské knížectví (Herzogtum Cosel und Beuthen) – existovalo v letech 1281–1355 - Opavské knížectví (Księstwo Opawskie, Herzogtum Troppau) – po roce 1613 - Opolské knížectví (Księstwo Opolskie, Herzogtum Oppeln) - Opolsko-ratibořské knížectví (Księstwo opolsko-raciborskie, Herzogtum Oppeln und Ratibor, Ducatus Opolien et Ratiboria) – existovalo v letech 1202–1281/82 a 1521–1742 - Osvětimské knížectví (Księstwo Oświęcimskie, Herzogtum Auschwitz) - Prudnícké knížectví (Herzogtum Prudnik) - Pštinské panství (Księstwo Pszczyńskie, Herzogtum Pless / Fürstentum Pleß) – existovalo v letech 1765–1921 - Ratibořské knížectví (Księstwo Raciborskie, Herzogtum Ratibor) - Ratibořsko-opavské knížectví (Księstwo raciborsko-opawskie, Herzogtum Ratibor und Troppau, Ducatus Ratiboria et Oppaviensis) – existovalo v letech 1337–1377 - Ratibořsko-krnovské knížectví (Księstwo raciborsko-karniowskie, Ducatus Ratiboria et Carnovia, Herzogtum Ratibor und Jägerndorf) – existovalo v letech 1377–1437 - Rybnické knížectví (Księstwo Rybnickie, Herzogtum Rybnik) – existovalo v letech 1437–1474 - Rybnicko-žársko-pštinské knížectví (Herzogtum Rybnik, Sohrau und Pless) – existovalo v letech 1456–1478 - Seveřské knížectví (Księstwo Siewierskie, Herzogtum Sewerien, Ducatus Severiensis) – existovalo v letech 1177–1443 - Střelecké knížectví (Księstwo Strzeleckie, Herzogtum Strehlitz) - Těšínské knížectví (Księstwo Cieszyńskie, Herzogtum Teschen) - Tošecké knížectví (Księstwo Toszeckie, Herzogtum Tost) - Vladislavské knížectví (Księstwo Wodzisławskie, Herzogtum Loslau) – existovalo v letech 1464–1483 - Zátorské knížectví (Księstwo Zatorskie, Herzogtum Zator) - Kladské hrabství (Hrabstwo kłodzkie, Grafschaft Glatz) – K území Slezska bylo roku 1742 v důsledku první slezské války připojeno Kladské hrabství. Protože však Kladsko nevzniklo rozdělením původního Slezska, ale oddělením od Čech, nebývá mezi slezská knížectví počítáno. |

## Územní vývoj slezských knížectví

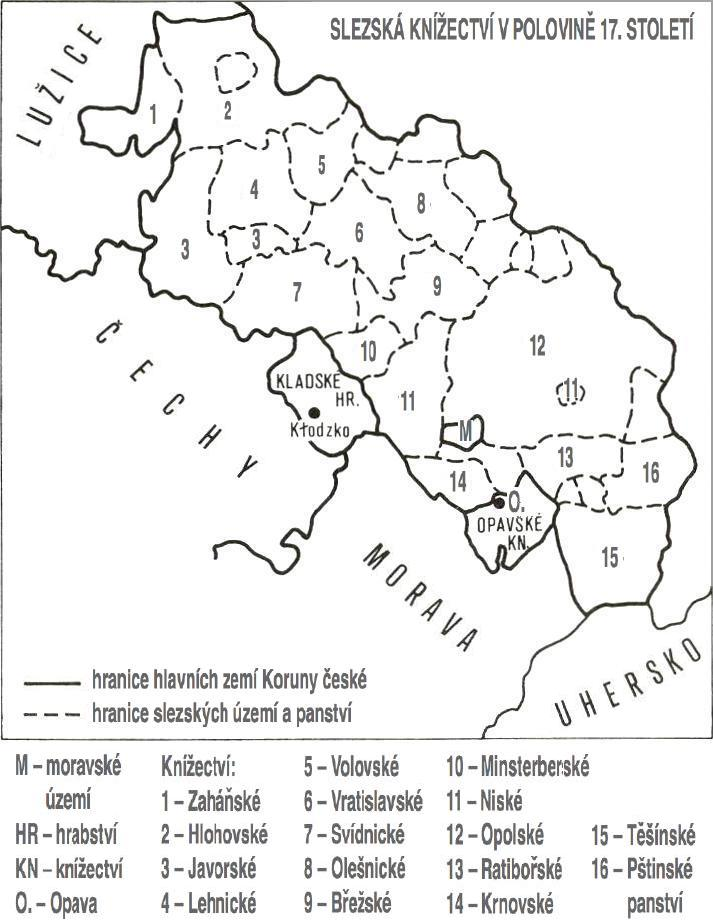
Slezsko rozdělené v 17. století

Rakouské Slezsko, 1746

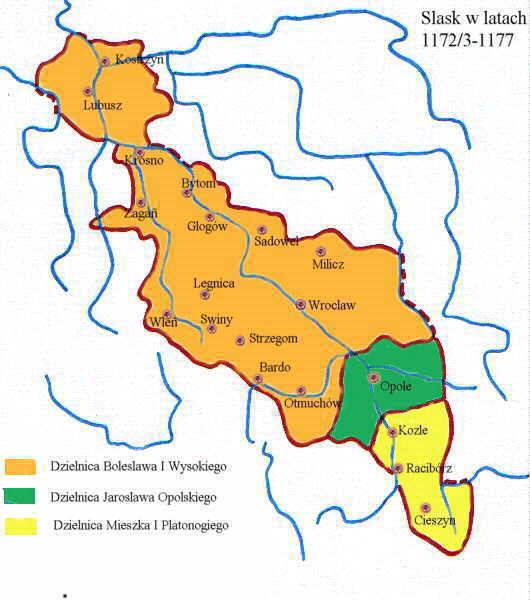
1172–1177
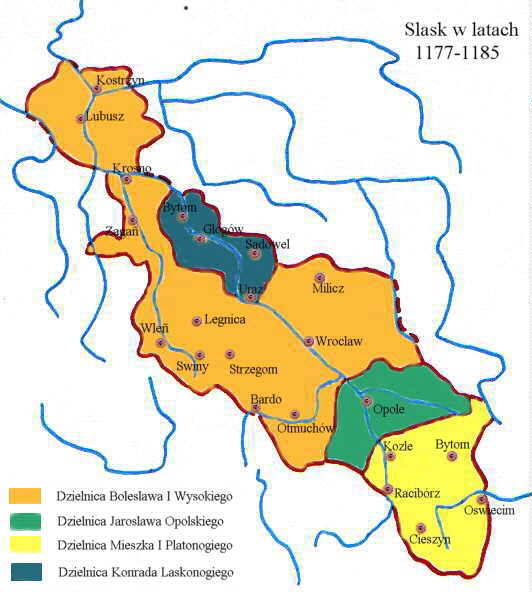
1177–1185
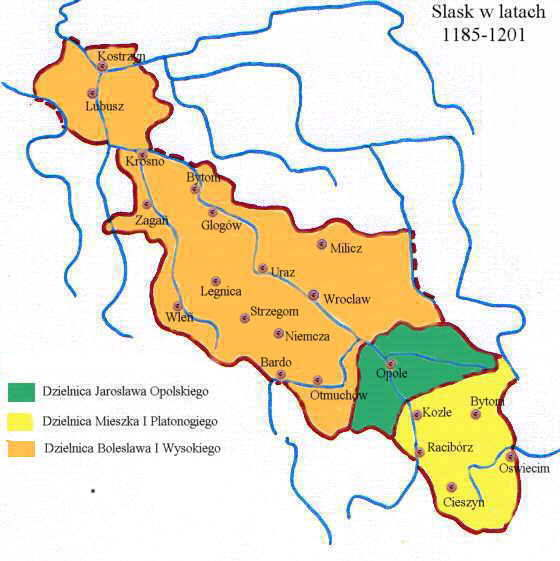
1185–1201
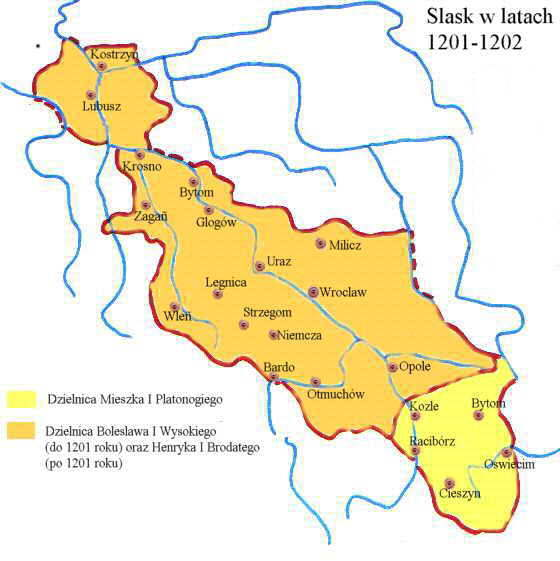
1201–1202
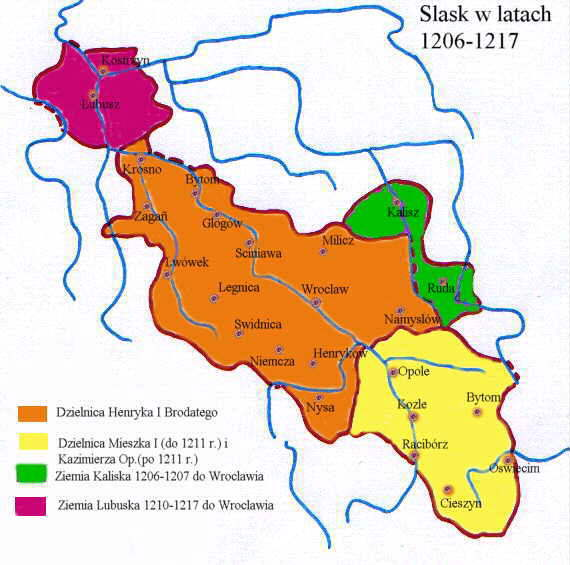
1206–1217
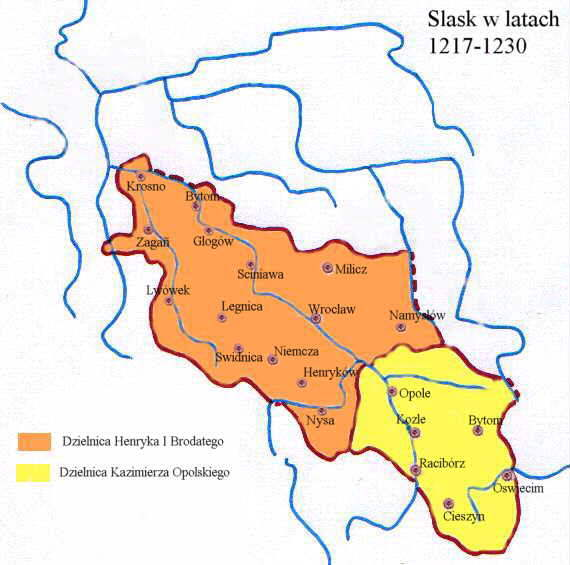
1217–1230
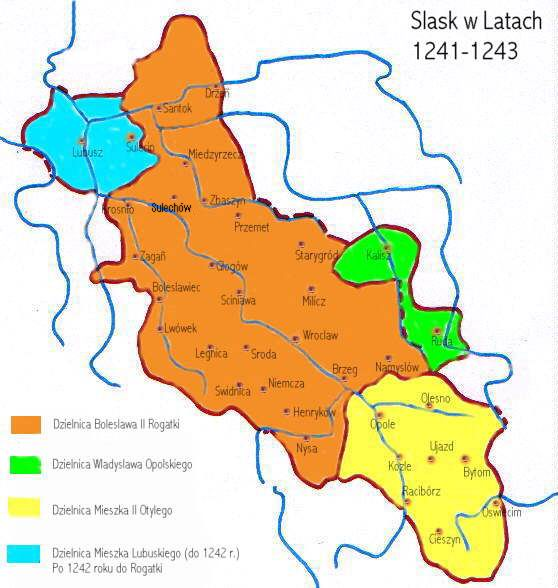
1241–1243
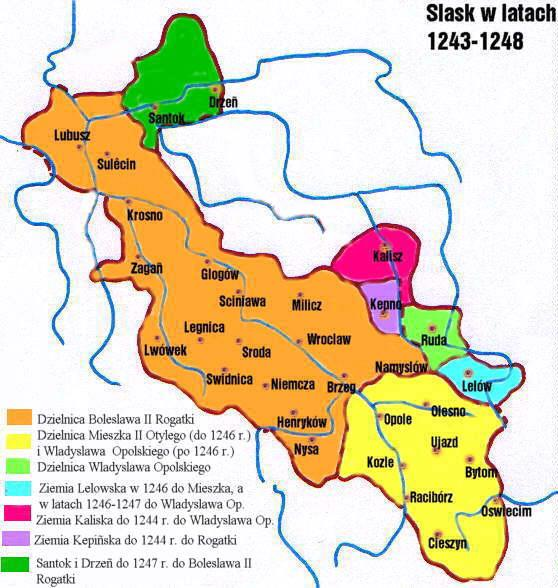
1243–1248
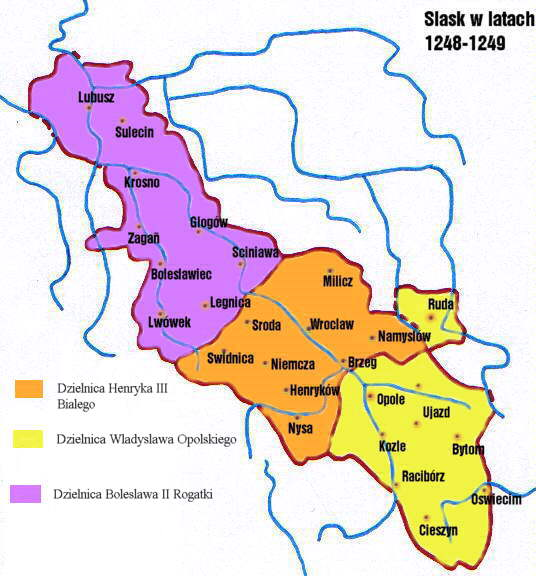
1248–1249
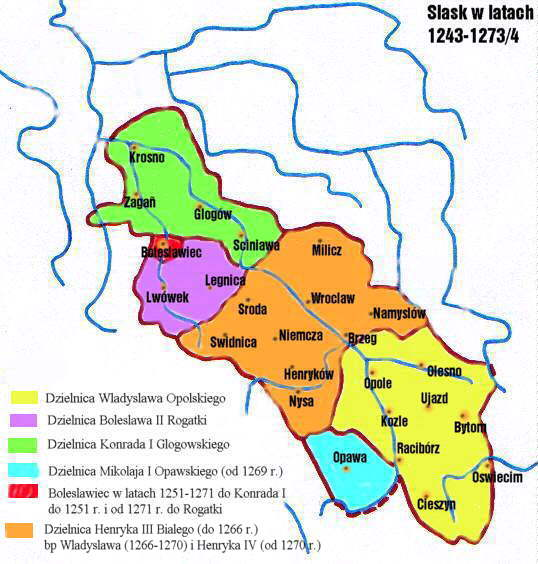
1249–1273
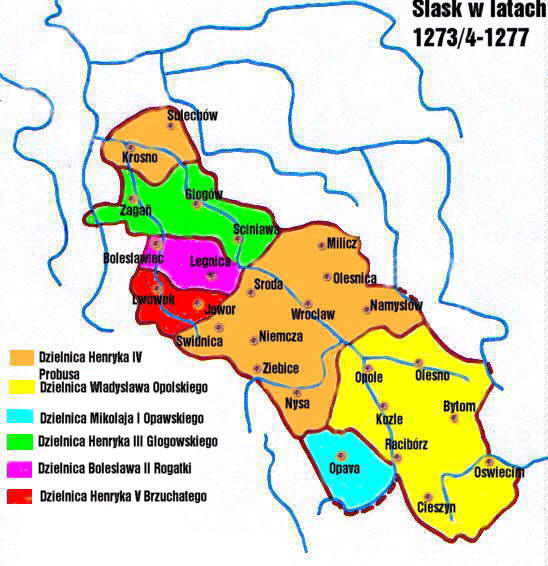
1273–1277
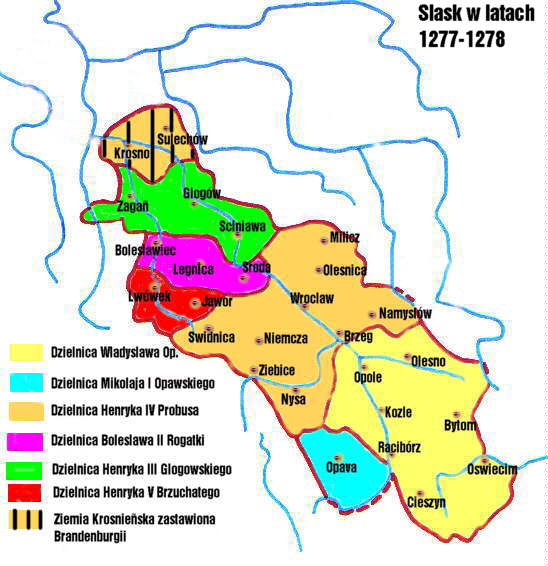
1277–1278
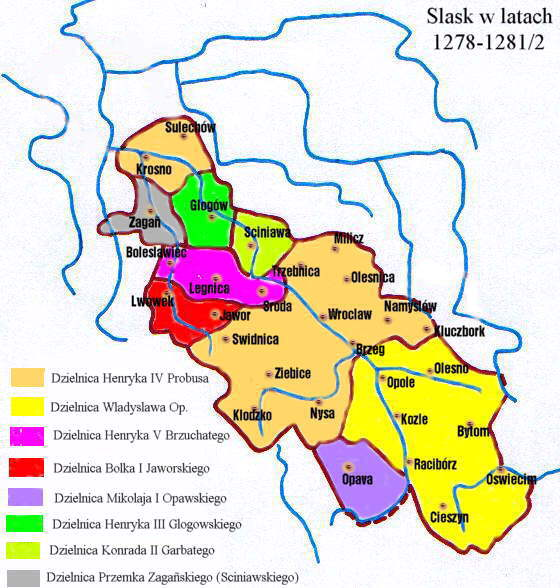
1278–1281
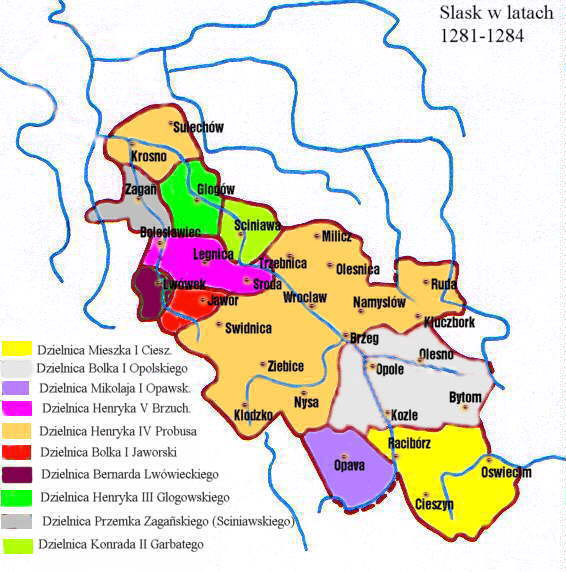
1281–1284
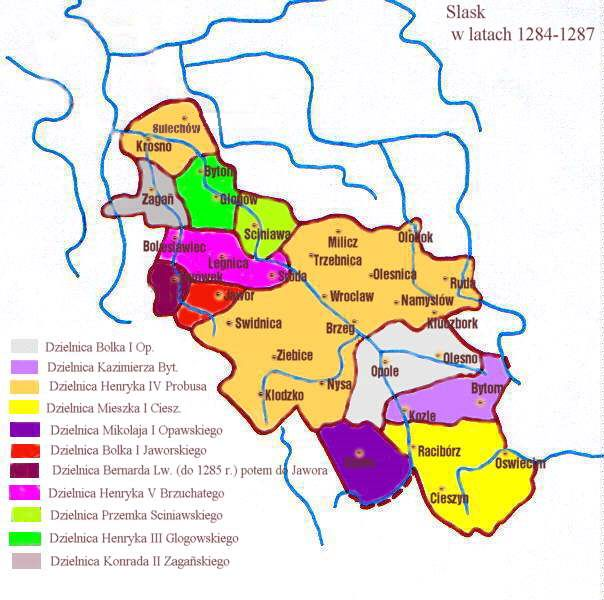
1284–1287
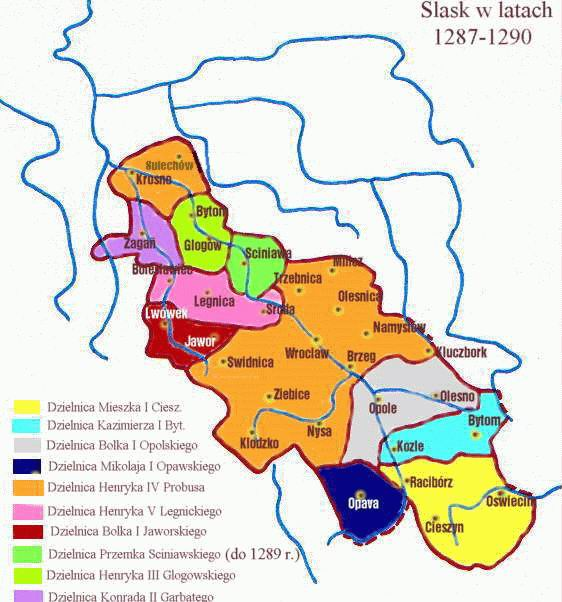
1287–1290
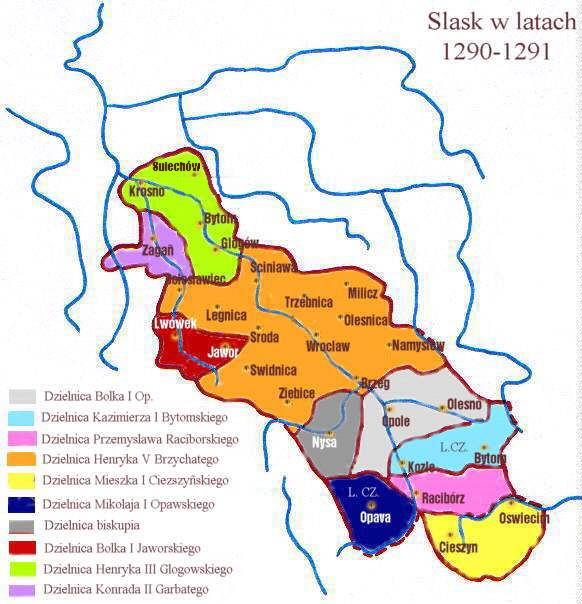
1290–1291
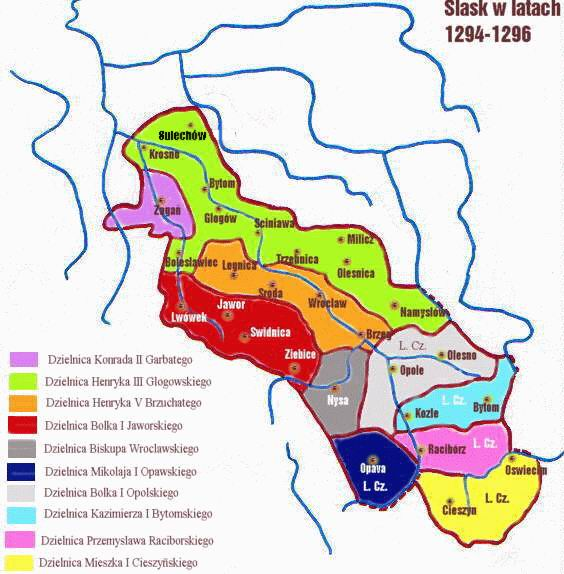
1294–1296
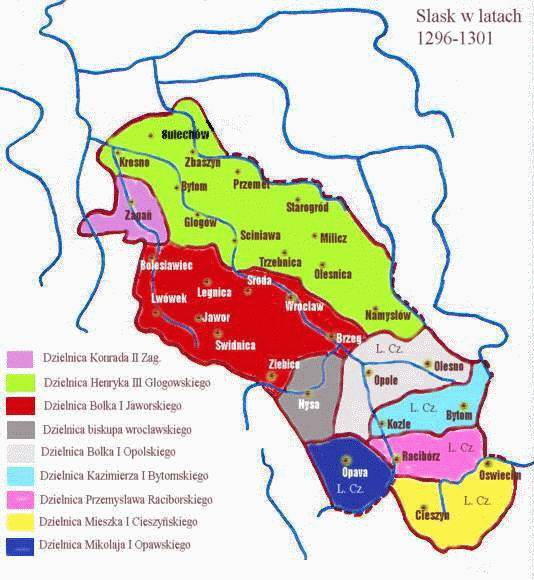
1296–1301
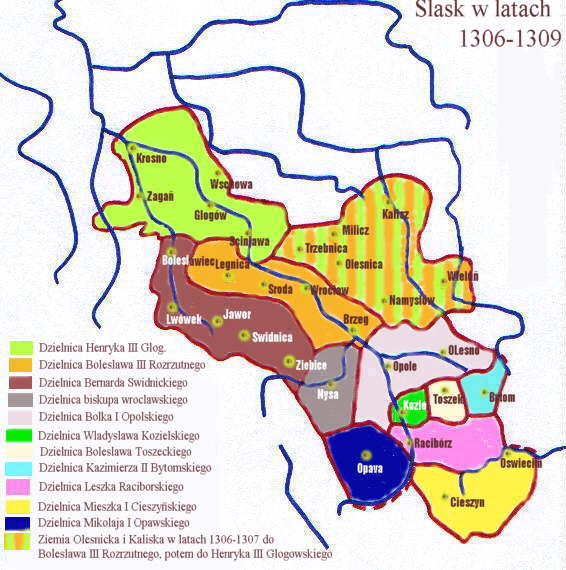
1306–1309
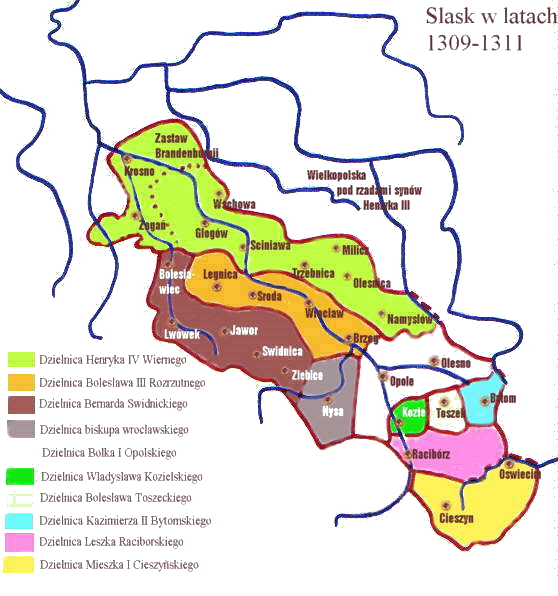
1309–1311